# 1994년 아시안 게임 배드민턴
1994년 아시안 게임 배드민턴은 1994년 아시안 게임의 경기 종목이다.